# The Basement Tapes
The Basement Tapes ist der Titel eines Studioalbums von Bob Dylan und The Band. Die informellen Aufnahmen entstanden zwischen Juni und Oktober 1967 im Keller des Hauses Big Pink in Woodstock (New York) und kursierten zunächst nur als inoffizielle Raubpressungen. Das Album wurde erst acht Jahre später, am 26. Juni 1975,  von Columbia Records veröffentlicht.

## Entstehungsgeschichte
Nach seiner körperlich und psychisch kräftezehrenden World Tour 1965/66 zog sich Bob Dylan in die Künstlerkolonie Woodstock (Bundesstaat New York) zurück. Dort verunglückte er am 29. Juli 1966 in der Nähe seiner Wohnung mit seinem Motorrad, einer Triumph Tiger 100 und verletzte sich am Rücken. Anschließend kursierten die wildesten Gerüchte und Theorien über den Gesundheitszustand des Musikers. Es wurde sogar behauptet, er sei so schwer verletzt, dass er nicht mehr singen könne. Tatsächlich zog sich Dylan zur Genesung mit seiner Frau Sara vollständig von der Öffentlichkeit und dem aufreibenden Medieninteresse um seine Person zurück. Die Mitglieder seiner Begleitband, die sich kurz darauf den Namen The Band gaben (Robbie Robertson, Levon Helm, Garth Hudson und Rick Danko), mieteten im Februar 1967 in West Saugerties, in der Nähe Woodstocks, ein Haus, das sie wegen des Außenanstrichs „Big Pink“ nannten. Im Keller („Basement“) trafen sich die fünf Musiker und verschiedene Gäste zwischen Juni und Oktober 1967, um bei Jam-Sessions spontan und informell miteinander zu musizieren. Auch der wiedergenesene Dylan war häufig anwesend, um mit The Band zu spielen.

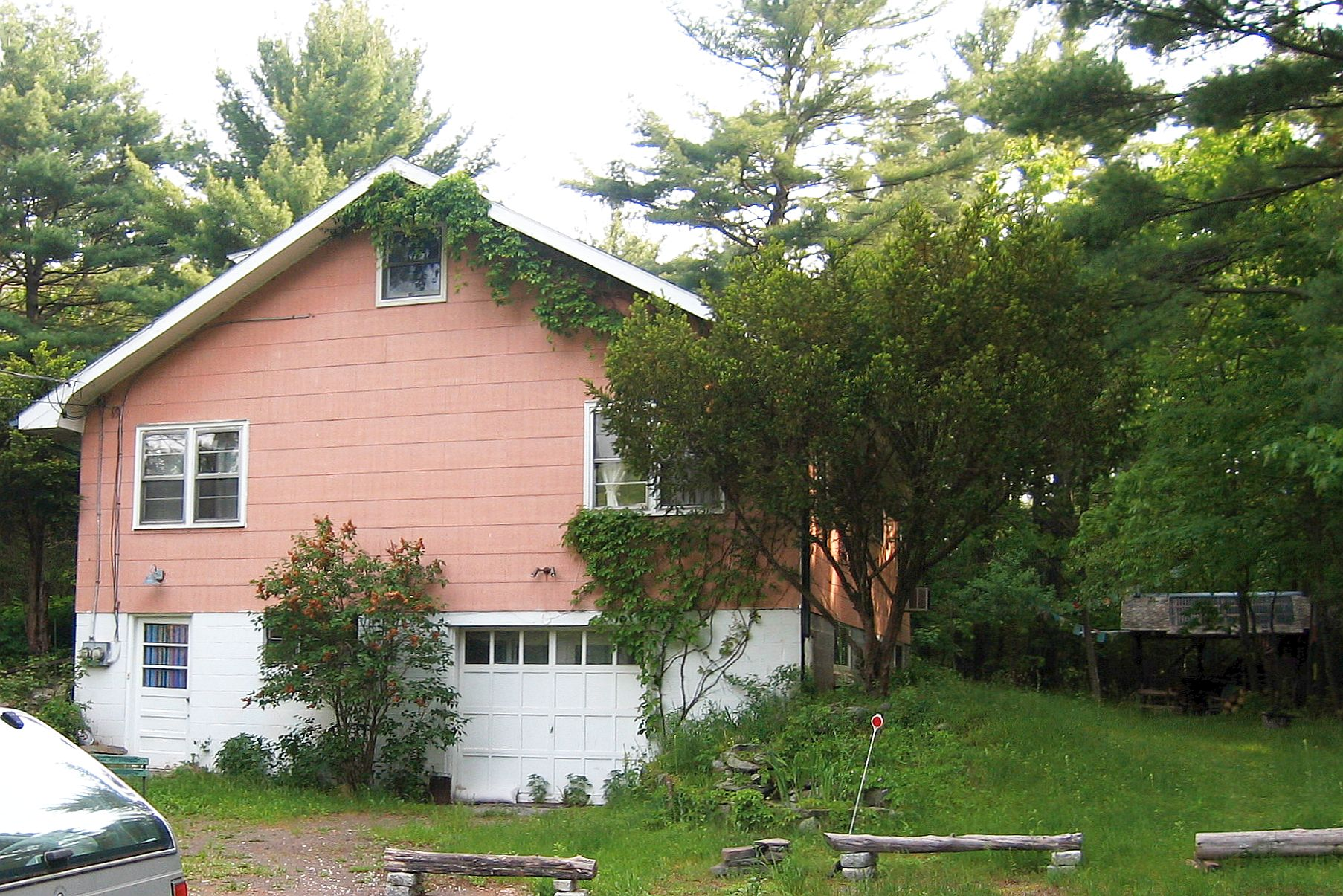
„Big Pink“, West Saugerties, New York

Zu Beginn der Sessions installierte Garth Hudson ein Tonaufnahme-Equipment, bestehend aus einem geliehenen Zweispur-Tonbandgerät, Stereo-Mixern und vier Mikrophonen. Während der äußerst produktiven Sessions entstanden pro Tag zwischen sieben und 15 Titel. Anfangs klassisches Rock- und Folkmaterial, ein Sammelsurium teils fast vergessener Songs der amerikanischen Rootsmusik (Blues, Folk und Country), später auch etwa 30 neue Dylan-Kompositionen (z. B. I Shall Be Released, Quinn the Eskimo, You Ain't Goin' Nowhere). Nicht alle Sessions wurden auf Band festgehalten. Die Aufnahmequalität war selbst für damalige Verhältnisse schlecht, weil keiner der Beteiligten Kenntnisse eines Toningenieurs oder Musikproduzenten hatte und die Akustik der Wohnräume für Musikaufnahmen nicht geeignet war. Insgesamt entstanden 105 Titel, ohne dass zunächst ernsthaft eine Veröffentlichung in Erwägung gezogen wurde. Nach Ende der Sessions im Oktober 1967 wurde ein Demoband mit 14 Aufnahmen extrahiert, über den Musikverlag Dwarf Music, der Dylan und seinem Manager Albert Grossman gehörte, zum Copyright angemeldet und anderen Musikern als Demos angeboten. Diese kursierten, auf welchen Wegen auch immer, schon bald als Raubkopien in Sammlerkreisen.
Dylans Ruhm stieg gerade in der Zeit seiner öffentlichen Abstinenz ins fast Unermessliche und ungeachtet ihrer Qualität wurden die Tondokumente von den Fans als Lebenszeichen mit geradezu sakraler Andacht aufgenommen.

## Veröffentlichung durch andere Interpreten
Als erstes griff das Folk-Trio Peter, Paul & Mary die Dylan-Komposition Too Much of Nothing auf und veröffentlichte den Song im November 1967, konnte damit jedoch lediglich Rang 35 der Pop-Charts belegen.
Die britische Beatband Manfred Mann wählte Mighty Quinn aus und nahm den Titel am 2. November 1967 endgültig auf,  nachdem sie mit verschiedenen Takes nicht einverstanden war. Nach Veröffentlichung am 12. Januar 1968 entwickelte sich diese Version zum Nummer-eins-Hit in vielen Ländern, darunter in Großbritannien und Deutschland. Er wurde weltweit über 2 Millionen Mal verkauft und damit zum erfolgreichsten Titel der Basement Tapes. Der Song erschien auch auf der Manfred Mann-LP Mighty Garvey!, die am 28. Juni 1968 auf den Markt kam.
Am 2. April 1968 brachten die Dylan-erfahrenen Byrds You Ain't Goin' Nowhere heraus, drangen hiermit jedoch lediglich bis Rang 74 vor.
Die britische, jazzorientierte Band Julie Driscoll, Brian Auger & The Trinity griff im Juni 1968 This Wheel’s on Fire auf und brachte den Song bis auf Platz 5 der britischen Charts.
Auf dem Debütalbum von The Band, Music from Big Pink, veröffentlicht im Juli 1968, waren drei von Bob Dylan geschriebene Songs, die sie circa ein Jahr zuvor gemeinsam für die Basement Tapes gespielt hatten, jetzt in neuen, ohne Dylans Beteiligung aufgenommenen Versionen: Tears of Rage, This Wheel’s on Fire und I Shall Be Released.

## Bootleg-LP und offizielle LP
Inzwischen war durch diese Hits der Fachwelt und dem Publikum bekannt geworden, dass unveröffentlichte Tonbandaufnahmen aus dem Keller („Basement Tapes“) existierten. Denn am 22. Juni 1968 brachte der Herausgeber des Musikmagazins Rolling Stone, Jann Wenner, unter der Überschrift „Dylan’s Basement Tape Should be Released“ eine Titelstory über die der Öffentlichkeit vorenthaltenen Aufnahmen heraus. Die Original-Mitschnitte der Basement Tapes, von Jann S. Wenner als Demoaufnahme klassifiziert, kursierten ab Juli 1969 als erstes Bootleg der Rockgeschichte unter dem Namen Great White Wonder (Doppel-LP), das angeblich 350.000 Exemplare umgesetzt haben soll. Allerdings enthielt die illegale Pressung mit 23 Tracks auch Interviews und Songs, die nichts mit den Basement Tapes zu tun hatten. Erst am 26. Juni 1975 erschien die offizielle Columbia Doppel-LP The Basement Tapes, welche jedoch recht lückenhaft war (z. B. ohne Mighty Quinn) und auch etliche Tracks enthielt, die gar nicht im legendären Basement entstanden waren. Bob Dylan singt bei 16 der 24 Lieder, bei den übrigen acht Liedern singen Mitglieder von The Band. Das Album konnte sich in der US-LP-Hitparade auf Rang 7 platzieren, entwickelte jedoch nicht diese starke Nachfrage, die aufgrund des großen Interesses erwartet worden war.

## Inhalt der offiziellen Doppel-LP / -CD
LP 1 / CD 1:
1. Odds and Ends (Dylan) – 1:43
2. Orange Juice Blues (Blues for Breakfast) (Manuel) – 3:40
3. Million Dollar Bash (Dylan) – 2:30
4. Yazoo Street Scandal (Robertson) – 3:26
5. Goin’ to Acapulco (Dylan) –  5:25
6. Katie’s Been Gone (Robertson/Manuel) – 2:49
7. Lo and Behold! (Dylan) – 2:43
8. Bessie Smith (Danko/Robertson) – 4:17
9. Clothesline Saga (Dylan) – 2:56
10. Apple Suckling Tree (Dylan) – 2:47
11. Please, Mrs. Henry – 2:31
12. Tears of Rage (Dylan/Manuel) – 4:17

LP 2 / CD 2:
1. Too Much of Nothing (Dylan) – 3:00
2. Yea! Heavy and a Bottle of Bread (Dylan) – 2:14
3. Ain’t No More Cane (Traditional) – 3:57
4. Crash on the Levee (Down in the Flood) (Dylan) – 2:06
5. Ruben Remus (Robertson/Manuel) – 3:11
6. Tiny Montgomery (Dylan) – 2:51
7. You Ain’t Goin’ Nowhere (Dylan) – 2:39
8. Don't Ya Tell Henry (Dylan) – 3:12
9. Nothing Was Delivered (Dylan) – 4:22
10. Open the Door, Homer (Dylan) – 2:47
11. Long Distance Operator (Dylan) – 3:38
12. This Wheel’s on Fire (Dylan/Danko) – 3:55

Die acht Songs mit Leadvocals von Musikern von The Band sind: Orange Juice Blues, Yazoo Street Scandal, Katie's Been Gone, Bessie Smith, Ain't No More Cane, Ruben Remus, Don't Ya Tell Henry und Long Distance Operator.

## Weitere Kompilationen
Die Angebotsbreite der Kompilationen mit dem „Basement-Material“ ist unüberschaubar. The Band veröffentlichte im Juli 1968 ebenfalls Material der Sessions auf der LP Music from Big Pink, insgesamt 11 Titel. Darunter befand sich auch die Dylan-Komposition I Shall be Released, mit 41 Versionen der am häufigsten gecoverte Titel der Basement Tapes. Am 25. Oktober 1990 erschienen auf den Labels Wild Wolf und Scorpio (Wiederveröffentlichung 1999) The Genuine Basement Tapes, eine 5 CDs umfassende, nahezu vollständige Sammlung der Aufnahmen von 1967, wiederum als Bootleg („unofficial release“). Es handelte sich um Originalaufnahmen, ohne nachträgliche professionelle Remixes und Overdubs. Hierauf sind 2 Versionen von The Mighty Quinn enthalten. Die zweite Version war bereits auf dem Album Biograph (7. November 1985) erschienen.
Am 31. März 2009 erschien eine nachbearbeitete Remastering-Version des 1975er Doppelalbums.
Schließlich erschienen am 4. November 2014 The Basement Tapes Complete in Dylans Bootleg Series als erste offizielle Veröffentlichung der Basement-Aufnahmen. Die auf den 6 CDs enthaltenen 139 Tracks verzichten im Unterschied zum 1975er Doppelalbum auf Overdubs und sind in Stereo, während sie 1975 auf Mono heruntergemischt wurden. Die lange nach den Basement-Sessions entstandenen acht Tracks von The Band ohne Dylan, die von Robbie Robertson unter die 1975er Veröffentlichung gemischt worden waren, fehlen hier. Eine Auswahl von Songs und Songversionen dieser „Complete“-Veröffentlichung wiederum erschien auf zwei CDs unter dem Titel The Basement Tapes RAW.